# Wake Me When It's Over (Faster Pussycat)
Wake Me When It's Over è il secondo album dei Faster Pussycat, uscito nel 1989 per l'Etichetta discografica Elektra Records.

## Tracce
1. Where There's a Whip There's a Way (Downe, Muscat, Steele) 6:44
2. Little Dove (Downe, Muscat) 5:05
3. Poison Ivy (Downe, Stacy) 4:24
4. House of Pain (Downe, Steele) 5:47
5. Gonna Walk (Downe, Muscat, Steele) 4:12
6. Pulling Weeds (Downe, Muscat) 4:35
7. Slip of the Tongue (Downe)	4:32
8. Cryin' Shame (Downe, Steele) 4:51
9. Tattoo (Downe, Muscat, Steele) 4:56
10. Ain't No Way Around It (Downe, Muscat, Steele) 4:31
11. Arizona Indian Doll (Downe, Steele) 4:40
12. Please Dear (Downe, Muscat) 6:25

## Formazione
- Taime Downe - voce
- Greg Steele - chitarra
- Brent Muscat - chitarra
- Eric Stacy - basso
- Brett Bradshaw - batteria

### Altre partecipazioni
- Jimmy Z - armonica e sassofono
- Kevin Savigar - piano nelle tracce 3 e 12
- Amy Canyn - cori